# Issoria inigrum
Issoria inigrum är en fjärilsart som beskrevs av Tutt 1909. Issoria inigrum ingår i släktet Issoria och familjen praktfjärilar. Inga underarter finns listade i Catalogue of Life.